# 本條強
本條強 (ほんじょう つよし、1956年 - )は、日本のスポーツライター、大学教授。

## 来歴
1956年、東京都に生まれる。1998年に創刊した『書斎のゴルフ』の編集長を休刊した2020年まで務めた。

## 著書

### 書き下ろし
- 『トップアマだけが知っているゴルフ上達の本当のところ』日経BP〈日経プレミアシリーズ〉、2012年7月1日発売[1]、ISBN 9784532261689。
- 『中部銀次郎 ゴルフの要諦』日経BP〈日経ビジネス人文庫〉、2019年6月5日発売[2]、ISBN 9784532199005。
- 『ジャンピング・サクラ 天才テニス少女対決！』講談社〈講談社青い鳥文庫〉、2019年10月10日発売[3]、ISBN 9784065173381。